# Bountiful (Utah)
Die Stadt Bountiful liegt im Davis County im US-Bundesstaat Utah. Das U.S. Census Bureau hat bei der Volkszählung 2020 eine Einwohnerzahl von 45.762 ermittelt.

## Geschichte
Bountiful wurde am 27. September 1847 von Perrigrine Sessions und seiner Familie gegründet. Bountiful war nach Salt Lake City die zweite Siedlung in Utah, wurde ursprünglich Sessions Settlement oder North Canyon Ward genannt und erhielt 1855 den heutigen Namen. Dieser Name wurde gewählt, weil die vorwiegend mormonischen Einwohner ihn aus dem Buch Mormon
kannten.
Auch heute noch gehören die meisten Einwohner zur Kirche Jesu Christi der Heiligen der Letzten Tage.

### Einwohnerentwicklung
| Jahr | Einwohner |
| ---- | --------- |
| 1980 | 32.877    |
| 1990 | 36.659    |
| 2000 | 41.301    |
| 2010 | 42.552    |
| 2020 | 45.762    |

## Geographie
Bountiful liegt zu Füßen und in den Hängen der Wasatchkette östlich des Großen Salzsees.

## Bevölkerungsstatistik
Nach der Volkszählung von 2000 leben in Bountiful 41.301 Menschen in 13.341 Haushalten und 10.766 Familien. Auf die Fläche der Stadt verteilt befinden sich 13.819 Wohneinheiten, das entspricht einer mittleren Dichte von 396,1/km². Die Bevölkerung teilt sich auf in 95,56 % Weiße, 0,24 % Afroamerikaner, 0,27 % indianischer Abstammung, 1,15 % asiatischer Abstammung, 0,32 % Ozeanier und 1,34 % mit zwei oder mehr Ethnien.
In 38,1 % der 13.341 Haushalte leben Kinder unter 18 Jahren, 69,3 % sind verheiratete Paare, die zusammen leben, 8,9 % Frauen ohne Ehemann, und 19,3 % sind keine Familien. 16,7 % aller Haushalte werden von Einzelpersonen und 7,6 % von Einzelpersonen über 65 bewohnt. Die durchschnittliche Haushaltsgröße beträgt 3,05, die durchschnittliche Familiengröße 3,46 Personen.
29,7 % der Einwohner Bountifuls sind unter 18 Jahre alt, 11,6 % zwischen 18 und 24, 23,9 % zwischen 25 und 44, 20,5 % zwischen 45 und 64 und 14, 3 % 65 und älter. Das Durchschnittsalter liegt bei 32 Jahren. Auf 100 Frauen kommen 94,4 Männer. Auf jede Frau ab 18 Jahren kommen 0,911 Männer.
Das mittlere Einkommen eines Haushalts in der Stadt liegt bei 55.993 US-$, das mittlere Einkommen einer Familie bei 62.905 $. Männliche Bewohner verdienen durchschnittlich 45.420 $, weibliche 27.354 $. Das Pro-Kopf-Einkommen der Stadt beträgt 23.967 $. 4,0 % der Bevölkerung und 3,0 % der Familien leben unterhalb der Armutsgrenze. Insgesamt leben 5,1 % der Personen unter 18 Jahren und 4,2 % der Personen ab 65 unter der Armutsgrenze.

## Söhne und Töchter der Stadt
- Charles R. Mabey (1877–1959), Politiker und von 1921 bis 1925 Gouverneur des Bundesstaates Utah
- James Morrison (* 1954), Schauspieler
- Patricia Ann Priest (* 1936), Filmschauspielerin
- Calvin L. Rampton (1913–2007), Politiker und von 1965 bis 1977 Gouverneur des Bundesstaates Utah
- Jacob Gibb (* 1976), Beachvolleyballspieler
- Brady Christensen (* 1996), American-Football-Spieler
- Zac Seljaas (* 1997), Basketballspieler
- Millicent Simmonds (* 2003), Kinderdarstellerin